# アイスコ
株式会社アイスコ（英: Iceco Inc.）は横浜市泉区に本社を置くアイスクリーム・冷凍食品の専門商社。 神奈川県を中心に「スーパー生鮮館TAIGA」の名でスーパーマーケット事業も行っている。

## 概要
アイスクリームや冷凍食品を専門とする食品商社。南関東・東海地方に営業所を持ち、倉庫での商品管理から物流まで一貫して取り扱っている。

### 営業所
- 本社 - 神奈川県横浜市泉区
- 神奈川営業所 - 神奈川県横浜市都筑区
- 厚木物流センター - 神奈川県厚木市
- 横須賀営業所 - 神奈川県横須賀市
- 千葉物流センター - 千葉県船橋市
- 狭山営業所 - 埼玉県狭山市
- 富士営業所 - 静岡県富士市
- 名古屋営業所 - 愛知県名古屋市港区

### スーパー生鮮館TAIGA
同社のスーパーマーケット事業部が運営するスーパーで、神奈川県内で8店舗を構える。

#### 横浜市
- 永田店 - 南区
- 岡津店 - 泉区
- 芹が谷店 - 港南区
- 藤が丘店 - 青葉区

#### 藤沢市
- 藤沢石川店

#### 座間市
- 座間店

#### 海老名市

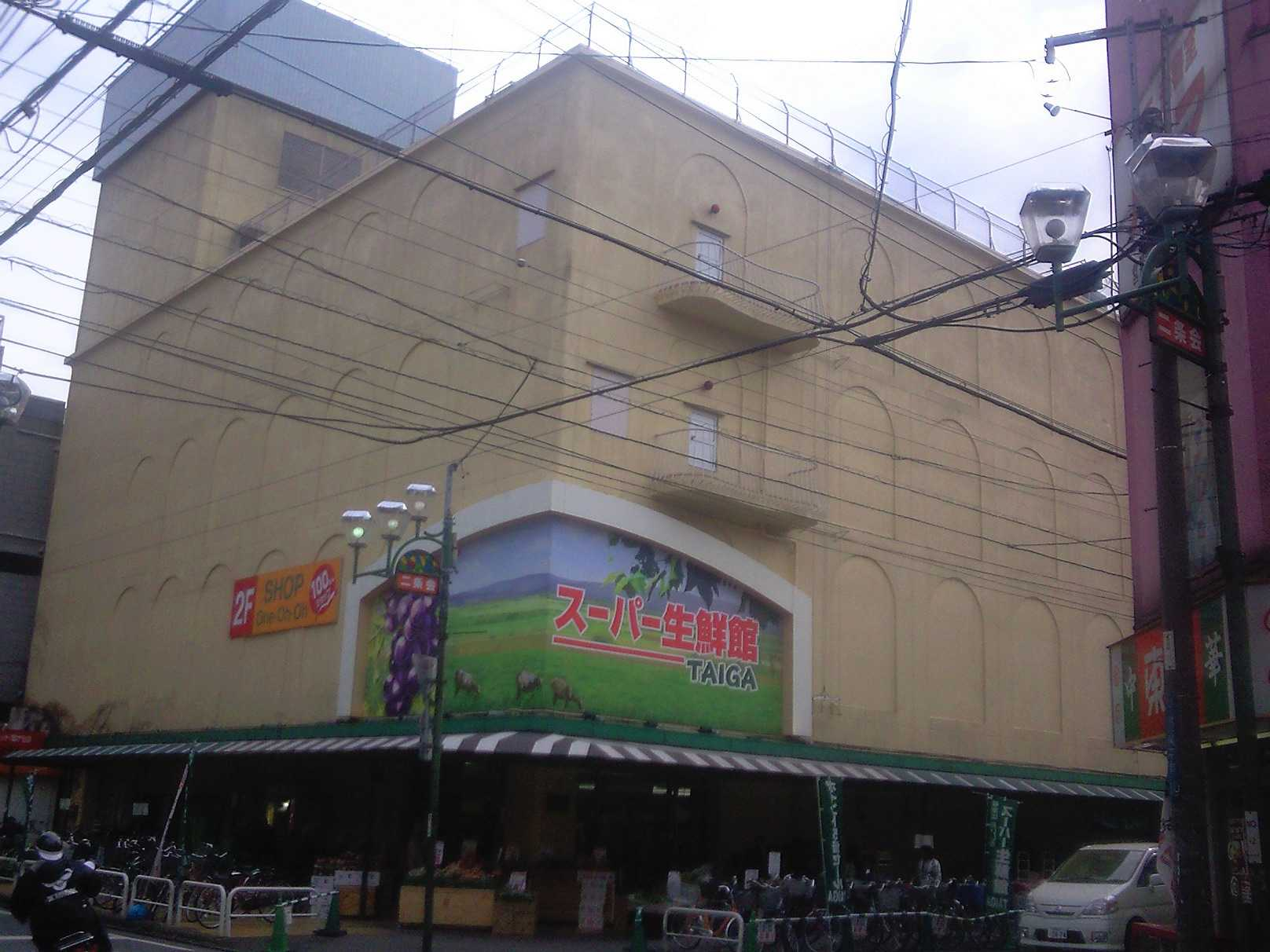
南林間店（2009年、現在は閉店）

- 海老名下今泉店
- 海老名ビナウォーク店

## 沿革
| 1948年(昭和23年)5月   | 神奈川県横浜市戸塚区新橋町において、相原冷菓店としてアイスキャンデーの製造･販売・卸売り等の経営を開始する                                                                                    |
| 1952年(昭和27年)5月   | 高島物産株式会社（資本金5 百万円）設立 |
| 1954年(昭和29年)5月   | アイスクリームの製造及び卸売業に転業 |
| 1972年(昭和47年)5月   | 企業合理化のため、株式会社相原冷菓として発足。同時に営業面においても総合アイスクリーム卸売りに切り替える。資本金2 百万円                                                                     |
| 1972年(昭和47年)8月   | 神奈川県横浜市神奈川区管田町1777 番地に高島物産株式会社本社新設 |
| 1976年(昭和51年)9月   | 株式会社相原冷菓 資本金1 千8 百万円増資し、2 千万円とする |
| 1977年(昭和52年)3月   | 神奈川県横浜市緑区に株式会社相原冷菓緑営業所を新設 |
| 1981年(昭和56年)2月   | 株式会社相原冷菓 資本金2 千5 百万円増資し、4千万円とする |
| 1981年(昭和56年)4月   | 東京都立川市に株式会社相原冷菓立川営業所を新設 |
| 1983年(昭和58年)4月   | 神奈川県平塚市真土に株式会社相原冷菓平塚営業所を新設 |
| 1984年(昭和59年)4月   | 高島物産株式会社小田原営業所を新設 |
| 1985年(昭和60年)7月   | 高島物産株式会社横須賀営業所を新設 |
| 1989年(平成元年) 10月 | 株式会社相原冷菓会長 相原勘作 高島物産株式会社社長に就任 |
| 1992年(平成4年)4月    | 株式会社相原冷菓と高島物産株式会社が合併 新会社名 株式会社アイスコとして発足 資本金5 千万円                                                                                                  |
| 1995年(平成6年)4月    | ニュージーランドのアイスクリームメーカー サザンデライト社と提携 プライベートブランド品としてプレミアムアイスクリーム・アニーズとスーパープレミアムアイスクリーム･へブンリ―の2 品の発売を開始 |
| 1997年(平成8年)4月    | 神奈川県相模原市に相模原営業所を新設 |
| 1997年(平成8年)4月    | 市販及び業務用冷凍食品の卸売りを本格的に開始 |
| 2002年(平成14年) 10月 | 合理化のため平塚営業所閉鎖 |
| 2003年(平成15年)4月   | 千葉県船橋市に株式会社アイスコ船橋営業所を新設 |
| 2004年(平成16年)2月   | 緑営業所を閉鎖し、神奈川営業所に統合 |
| 2004年(平成16年)7月   | 東京都大田区城南島に城南島センターを新設 |
| 2005年(平成17年)6月   | 立川営業所を閉鎖し、埼玉県狭山市に狭山営業所を新設 |
| 2005年(平成17年)7月   | 静岡県焼津市に焼津営業所を新設 |
| 2006年(平成18年) 12月 | 船橋営業所と城南島センターを閉鎖し、千葉県船橋市に千葉物流センターを新設 |
| 2007年(平成19年)3月   | 愛知県名古屋市に名古屋営業所を新設 |
| 2009年(平成21年)4月   | 合理化のため焼津営業所を閉鎖 |
| 2009年(平成21年)5月   | 小田原営業所を閉鎖し、神奈川県愛甲郡愛川町に厚木営業所を新設 |
| 2012年(平成24年)4月   | ニュージーランドのアイスメーカー タリーズ社と連携 プライベートブランド品としてプレミアムアイスクリーム・アニーズの発売を開始                                                                 |
| 2013年(平成25年)2月   | クッキータイム社とライセンス契約 |
| 2013年(平成25年) 12月 | クッキータイム原宿店開店 |
| 2014年(平成26年)4月   | 厚木営業所を閉鎖し、神奈川県厚木市恩名に厚木物流センターを新設 |
| 2015年(平成27年)4月   | クッキータイム二子玉川店開店 |
| 2015年(平成27年) 12月 | 静岡県浜松市に浜松営業所を新設 |
| 2017年(平成29年)2月   | 東京都立川市に立川営業所を新設 |
| 2017年(平成29年)5月   | 神奈川県横浜市都筑区に神奈川営業所を移転 |
| 2018年(平成30年)4月   | 静岡県浜松市東区中里町に浜松営業所を移転 |
| 2018年(平成30年)4月   | 子会社である株式会社アイオーを吸収合併 |
| 2018年(平成30年)6月   | 代表取締役社長 相原敏貴が代表取締役会長に就任 後任として専務取締役 相原貴久が代表取締役社長に就任                                                                                            |
| 2021年（令和3年）4月  | 東京証券取引所シャスダック市場上場 |

## 関連企業
- 株式会社アイオー[6]
  - 神奈川県を中心にスーパーの精肉コーナーテナントとして出店している。
- 有限会社御幸
  - 保険代理店